# Chremyloides abnormis
Chremyloides abnormis är en stekelart som först beskrevs av Sergey A. Belokobylskij 1988.  Chremyloides abnormis ingår i släktet Chremyloides och familjen bracksteklar. Inga underarter finns listade i Catalogue of Life.